# Рај (Њујорк)
Рај (енгл. Rye) град је у америчкој савезној држави Њујорк. По попису становништва из 2010. у њему је живело 15.720 становника.

## Демографија
Према попису становништва из 2010. у граду је живело 15.720 становника, што је 765 (5,1%) становника више него 2000. године.
| Група             | 2000.          | 2010.          |
| Белци             | 12.907 (86,3%) | 13.329 (84,8%) |
| Афроамериканци    | 190 (1,3%)     | 234 (1,5%)     |
| Азијати           | 971 (6,5%)     | 936 (6,0%)     |
| Хиспаноамериканци | 718 (4,8%)     | 1.014 (6,5%)   |
| Укупно            | 14.955         | 15.720         |